# Салюков Олег Леонідович
Олег Леонідович Салюков (21 травня 1955 , Саратов ) — російський воєначальник, колишній головнокомандувач Сухопутними військами (2 травня 2014 року — 15 травня 2025). Генерал армії (2019).
Знаходиться під санкціями Євросоюзу, Великої Британії, Канади та інших країн.[⇨]

## Життєпис
Олег Салюков народився 21 травня 1955 року у місті Саратові в родині військовослужбовця. Батько — Леонід Іванович Салюков (1920—2006), учасник німецько-радянської війни, танкіст, генерал-майор. Виріс у Пензі, в 1972 році закінчив середню загальноосвітню школу № 6 Пензи з викладанням ряду предметів англійською мовою. У 1977 році закінчив Ульяновське гвардійське вище танкове командне училище імені В. І. Леніна із золотою медаллю.
1985 року закінчив Військову академію бронетанкових військ імені Маршала Радянського Союзу Р. Я. Малиновського з відзнакою. В 1996 році закінчив Військову академію Генерального штабу Збройних сил Російської Федерації.
Військову службу проходив командиром взводу, командиром роти, начальником штабу та командиром батальйону в Київському військовому окрузі (1977—1982), заступником командира навчального танкового полку (в/ч 47866, Ковров), командиром танкового полку, заступником командира 4-ї гвардійської танкової Кантеміровської дивізії імені Ю. В. Андропова у Московському військовому окрузі, командиром 121-ї мотострілецької дивізії (1997—1998), командиром 81-ї гвардійської мотострілецької дивізії (1998—2000), начальником штабу та командувачем 35-ї загальновійськової армії Далекосхідного військового округу (2000 — жовтень 2003), заступником командувача військ (жовтень 2003 — 12 квітня 2005), начальником штабу (12 квітня 2005 — 31 грудня 2008), командувачем військами (31 грудня 2008 — 10 грудня 2010 Далекосхідного військового округу.
Військові звання «майор» та «полковник» присвоєно достроково. 12 червня 2006 року присвоєно військове звання «генерал-полковник».
10 грудня 2010 року указом Президента Російської Федерації Дмитра Медведєва призначено заступником начальника Генерального штабу Збройних сил Російської Федерації.
2 травня 2014 року указом Президента Російської Федерації Володимира Путіна № 291 призначено Головнокомандувачем Сухопутними військами Російської Федерації. 6 травня 2014 року вручено штандарт Головнокомандувача Сухопутними військами ЗС РФ. Одночасно є начальником Московського територіального гарнізону.
Командував військовими парадами на Червоній площі в Москві на День Перемоги 9 травня 2014—2022 років.
22 лютого 2019 року Олегу Салюкову присвоєно військове звання « генерал армії». Він став 65-м в історії сучасної Росії воєначальником, який отримав це військове звання.
11 січня 2023 року разом з генерал-полковником Олексієм Кімом призначений заступником командувача Об'єднаного угрупування військ у зоні спеціальної військової операції.
15 травня 2025 року Президен РФ звільнив Олега Салюкова з посади головнокомандувача Сухопутних військ РФ, призначивши його заступником секретаря Ради безпеки Росії, випливає з указу Путіна

## Родина
Одружений. Є син.
Невістка — Салюкова Діна Георгіївна.

## Санкції
Олег Салюков відповідав за російські наземні операції в Україні. Несе відповідальність за активну підтримку та реалізацію дій та політики, які підривають та загрожують територіальній цілісності, суверенітету та незалежності України, Салюков є підсанкційною особою в багатьох країних світу.
23 лютого 2022 року, в результаті вторгнення Росії в Україну, включений до списку санкцій Євросоюзу, оскільки «відповідає за російські наземні операції в Україні. Тому він несе відповідальність за активну підтримку та реалізацію дій та політики, які підривають та загрожують територіальній цілісності, суверенітету та незалежності України, а також стабільності чи безпеці в Україні».
Пізніше включений до списку санкцій Великої Британії, Канади, Швейцарії, Австралії, Японії, України та Нової Зеландії.

## Нагороди
- Орден «За заслуги перед Батьківщиною» IV ступеня;
- Орден Олександра Невського (2020);
- Орден «За військові заслуги» ;
- Орден Пошани ;
- Орден «За службу Батьківщині у Збройних Силах СРСР» ;
- Орден «За особисту мужність» ;
- Медаль "50 років Перемоги у Великій Вітчизняній війні 1941—1945 гг. " ;
- Медаль Жукова ;
- Ювілейна медаль «300 років Російському флоту» ;
- Медаль «На згадку 850-річчя Москви» ;
- Ювілейна медаль «60 років Збройних Сил СРСР» ;
- Ювілейна медаль «70 років Збройних Сил СРСР» ;
- Медаль «За військову доблесть» І ступеня (Міністерство оборони Російської Федерації);
- Медаль «За відмінність у військовій службі» І ступеня (Міністерство оборони Російської Федерації);
- Медаль «200 років Міністерству оборони» (Міністерство оборони Російської Федерації);
- Медаль Маргелова (Міністерство оборони Російської Федерації);
- Медаль «За бездоганну службу» ІІ ступеня ;
- Медаль «За бездоганну службу» ІІІ ступеня ;
- Диплом та знак Вищої ради форуму «Громадське визнання» (2003)[14].